# Cloquet (Minnesota)
Pour les articles homonymes, voir Cloquet.
La ville américaine de Cloquet (en anglais [kloʊˈkeɪ]) est située dans le comté de Carlton, dans le nord-ouest du Minnesota, au bord de la rivière Saint Louis. Sa population s’élevait à 12 124 habitants lors du recensement de 2010, estimée à 12 111 habitants en 2016. Une partie de la ville est située dans la réserve indienne de Fond du Lac.

## Histoire
La toponymie française de Cloquet est incertaine. Selon les historiens américains, le nom pourrait dater de l'époque des trappeurs et coureurs des bois canadiens-français qui arpentaient le pays des Illinois, ou bien avoir été donné en mémoire des frères Hippolyte et Jules Cloquet, médecin personnel du général Gilbert du Motier de La Fayette,,. 
Le cours d'eau coulant près de Cloquet porte également le nom de rivière Cloquet.
La localité de Cloquet a été incorporée en tant que village en 1884 puis est devenue une ville en 1904. Un très grand incendie eut lieu dans la ville en 1918 qui détruisit la majorité de Cloquet et fit 453 victimes.

## Démographie
| Groupe            | Cloquet | Minnesota | États-Unis |
| ----------------- | ------- | --------- | ---------- |
| Blancs            | 84,4    | 85,3      | 72,4       |
| Amérindiens       | 10,8    | 1,1       | 0,9        |
| Métis             | 3,7     | 2,4       | 2,9        |
| Asiatiques        | 0,5     | 4,0       | 4,8        |
| Afro-Américains   | 0,4     | 5,2       | 12,6       |
| Autres            | 0,2     | 2,0       | 6,4        |
| Total             | 100     | 100       | 100        |
|                   |         |           |            |
| Latino-Américains | 1,3     | 4,7       | 16,7       |

Selon l'American Community Survey, pour la période 2011-2015, 95,86 % de la population âgée de plus de 5 ans déclare parler anglais à la maison, alors que 1,28 % déclare parler l'ojibwé, 1,0 % une langue chinoise, 0,50 % l’allemand et 1,35 % une autre langue.

## Architecture
La seule station-service conçue par Frank Lloyd Wright, la R. W. Lindholm Service Station, se trouve à Cloquet. Construite en 1956, elle a été inscrite sur le Registre national des lieux historiques le 11 septembre 1985.

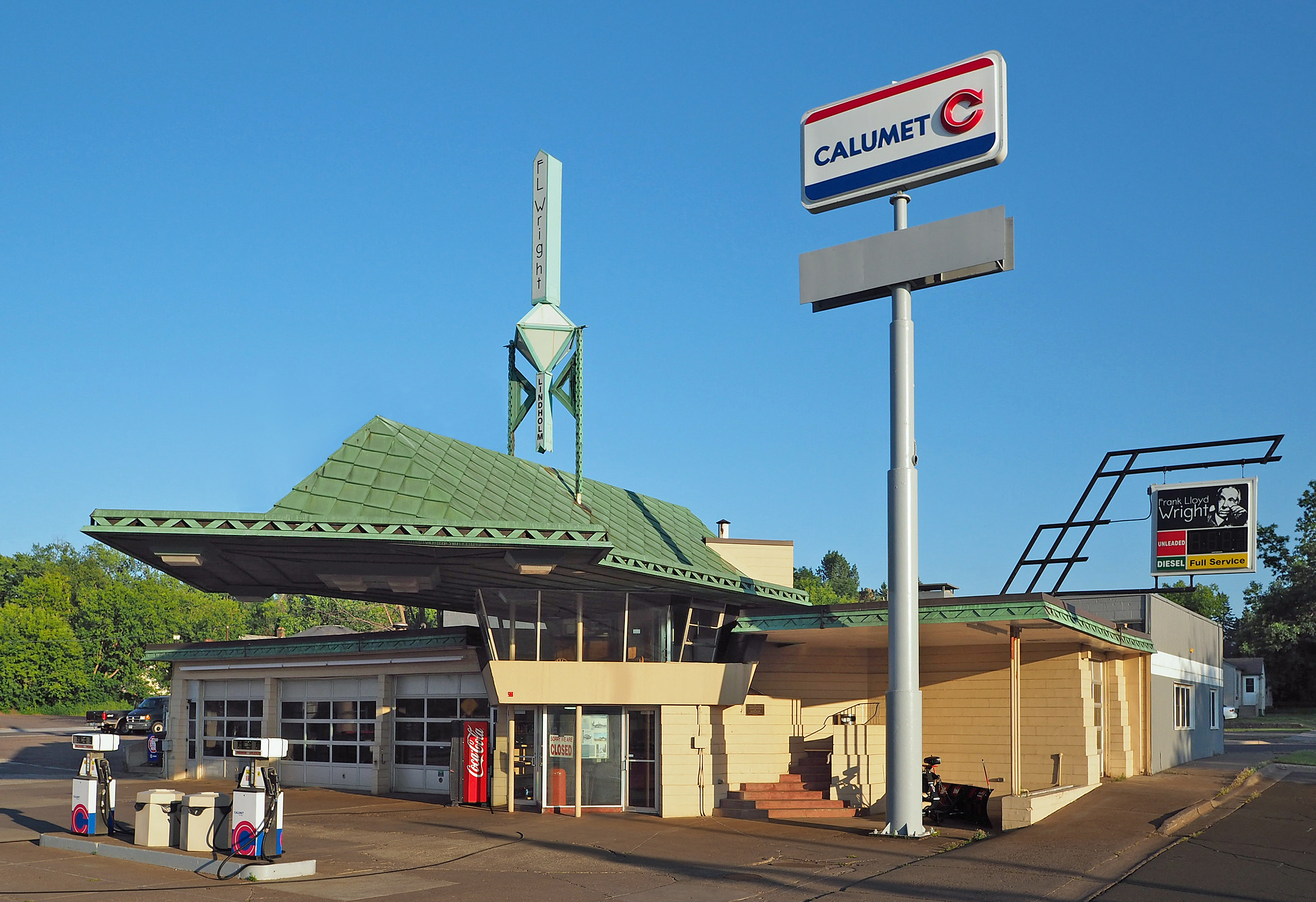
La R. W. Lindholm Service Station

## Personnalités liées à la ville
- Jessica Lange (1949-), actrice, est née à Cloquet.
- Jamie Langenbrunner (1975-), joueur de hockey sur glace, est né à Cloquet.
- Katharine Luomala (1907-1992), anthropologue, est née à Cloquet.